# Alisometra owstoni
Alisometra owstoni (A. H. Clark, 1912) è una specie di crinoidi appartenente all'ordine Comatulida.

## Descrizione
Il corpo centrale degli esemplari di Alisometra owstoni ha un diametro compreso tra i 4 e i 5,2 millimetri. Esso è circondato dai cirri, disposti in due o tre file, che possono essere fino a 22 e lunghi al massimo 17 millimetri. Inoltre sono presenti 20 braccia di lunghezza non superiore ai 115 millimetri, e ci sono 5 pinnule. La colorazione dell'animale è solitamente marrone scuro con macchie bianche e arancioni.

## Biologia

### Alimentazione
Alisometra owstoni è un filtratore, cioè cattura piccole particelle di cibo, in genere plancton, e le porta poi alla bocca.

## Distribuzione e habitat
La specie è diffusa prevalentemente in Giappone, in una zona che si estende dalla Baia di Sagami alle isole Ryūkyū, a profondità comprese tra i 50 e gli 80 metri.